# Kauyaichits
Kauyaichits, jedna od skupina Chemehuevi Indijanaca (Kroeber i Swanton) iz južne Nevade. Richard E. Lingenfelter u Death Valley and the Amargosa, navodi ih kao mješance Šošona i Pajuta i locira u području Ash Meadowsa, koji su u planine Spring Mountains odlazili zbog žetve pinjona (piñon).
Alfred Louis Kroeber u svom  'Priručniku o Kalifornijskim Indijancima'  ne navodi lokaciju Kauyaichitsa, dok je Swantonu nepoznata. 